# Burn (napój energetyzujący)

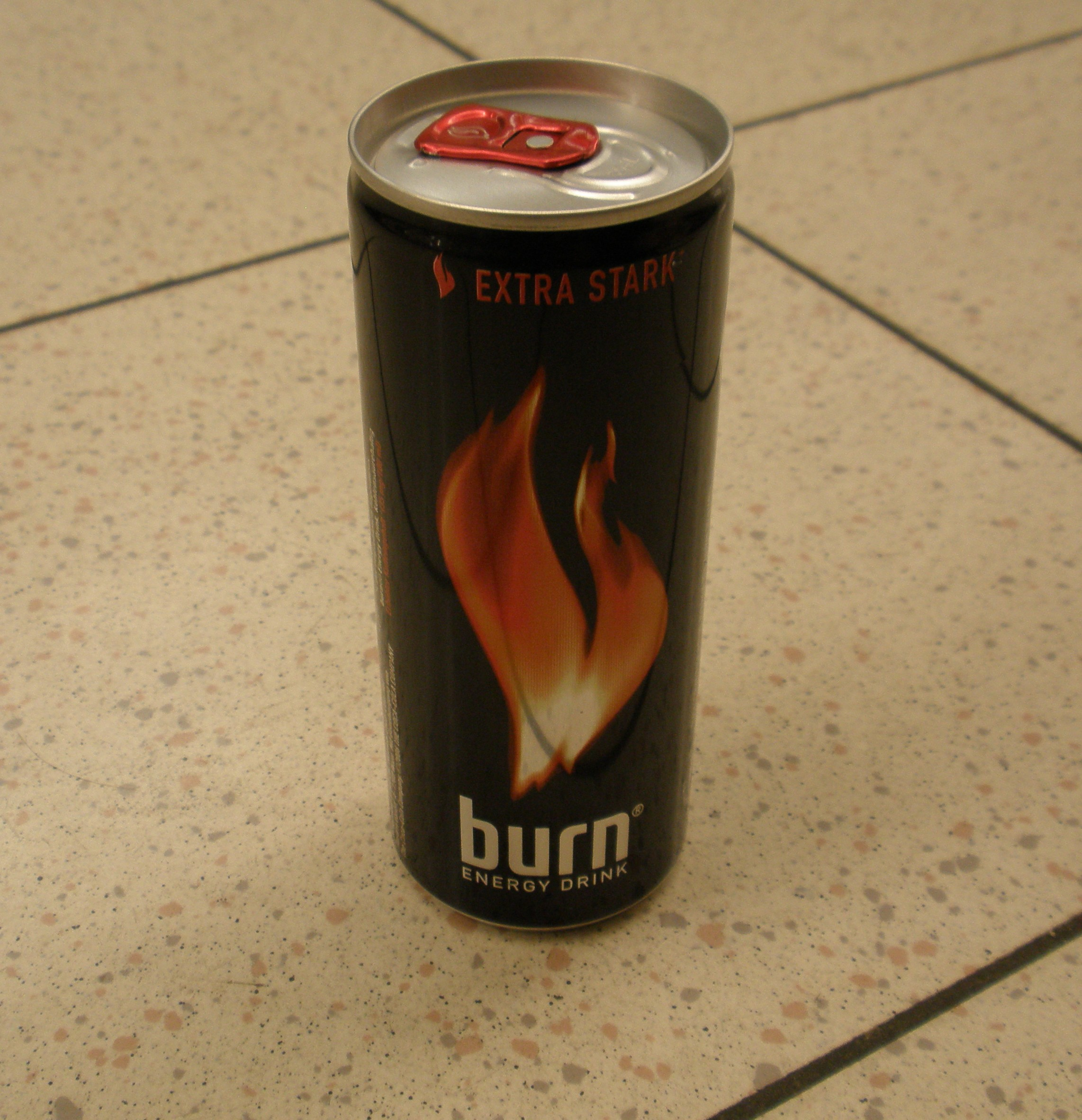
Puszka napoju Burn

Burn – bezalkoholowy napój energetyzujący produkowany przez koncern Monster Beverage. Krajem jego pochodzenia jest Szwecja.
Napój energetyczny Burn jest dostępny na wszystkich zamieszkanych kontynentach, w większości krajów, w których koncern sprzedaje swoje produkty. Jego głównym konkurentem jest napój energetyzujący Red Bull.